# Grace Jackson
Grace Jackson, née le 4 juin 1961 à Saint Ann en Jamaïque, est une ancienne athlète spécialiste du sprint.
Aux championnats du monde en salle de 1987, elle se classe troisième sur 200 m derrière Heike Drechsler et Merlene Ottey. Deux ans plus tard, elle termine deuxième derrière Merlene Ottey.
Aux Jeux olympiques d'été de 1988, elle obtient l'argent derrière Florence Griffith Joyner mais devant Heike Drechsler.

## Palmarès

### Jeux olympiques d'été
- Jeux olympiques d'été de 1984 à Los Angeles ( États-Unis)
  - 5e sur 100 m
  - 5e sur 200 m
  - 8e en relais 4 × 100 m
  - 5e en relais 4 × 400 m
- Jeux olympiques d'été de 1988 à Séoul ( Corée du Sud)
  - 4e sur 100 m
  -  Médaille d'argent sur 200 m
- Jeux olympiques d'été de 1992 à Los Angeles ( États-Unis)
  - 6e sur 200 m

### Championnats du monde d'athlétisme
- Championnats du monde d'athlétisme de 1983 à Helsinki ( Finlande)
  - 5e sur 200 m
  - éliminée en série en relais 4 × 400 m

### Championnats du monde d'athlétisme en salle
- Championnats du monde d'athlétisme en salle de 1987 à Indianapolis ( États-Unis)
  -  Médaille de bronze sur 200 m
- Championnats du monde d'athlétisme en salle de 1989 à Budapest ( Hongrie)
  -  Médaille d'argent sur 200 m

### Jeux du Commonwealth
- Jeux du Commonwealth de 1982 à Brisbane ( Australie)
  - éliminée en demi-finale sur 100 m
  - 7e sur 200 m
  -  Médaille de bronze en relais 4 × 100 m

### Coupe du monde des nations d'athlétisme
- Coupe du monde des nations d'athlétisme de 1985 à Canberra ( Australie)
  - 4e au classement général avec les Amériques
  - 2e sur 100 m
  - 2e sur 200 m
- Coupe du monde des nations d'athlétisme de 1989 à Barcelone ( Espagne)
  - 3e au classement général avec les Amériques
  - 3e sur 200 m
  - 1re en relais 4 × 100 m

## Records personnels
- 11 s 08 sur 100 m le 15 juillet 1988 à Kingston
- 21 s 72 sur 200 m le 29 septembre 1988 à Séoul
- 49 s 57 sur 400 m le 10 juillet 1988 à Nice

## Reconversion
Au terme de sa carrière d'athlète, elle deviendra vice-présidente de la fédération jamaïcaine.

## Sources
- (de) Cet article est partiellement ou en totalité issu de l’article de Wikipédia en allemand intitulé « Grace Jackson » (voir la liste des auteurs).